# H.O.R.S.E.
H.O.R.S.E. é um jogo de pôquer misto de cinco diferentes jogos.
Eles são:
- Texas Hold 'em,
- Omaha eight or better,
- Razz,
- Seven card Stud, e
- Seven card stud Eight or better.

O jogo também conta com uma variável que é o Hose, que é o H.O.R.S.E. sem o razz.

## Origens do H.O.R.S.E.
Nos cassinos com apostas altas, os jogadores concordavam em jogar vários tipos de pôquer em vez de apenas um. Isto tirava a vantagem que os jogadores especializados numa determinada variação detinham sobre os seus adversários.
O H.O.R.S.E. também tem tido muita publicidade, uma vez que esteve presente na Série Mundial de Pôquer (World Series of Poker ou WSOP), com um torneio valendo 50 mil dólares de buy-in - o maior buy-in da história da WSOP.